# (42847) 1999 RC43
(42847) 1999 RC43 là một tiểu hành tinh vành đai chính. Nó được phát hiện bởi Robert H. McNaught ở Đài thiên văn Siding Spring ở Coonabarabran, New South Wales, Australia, ngày 11 tháng 9 năm 1999.